# Євробаскет
Євроба́скет, також відомий, як чемпіонат Європи з баскетболу (англ. FIBA EuroBasket) — міжнародний турнір серед європейських чоловічих збірних з баскетболу, проводиться раз на 4 роки під егідою ФІБА. Перший турнір проведений в 1935 році у Швейцарії. До чемпіонату 2017 проходив через кожні два роки, після нього турнір перейшов на чотирирічний цикл між чемпіонатами.
З 1991 року в Євробаскеті отримали право брати участь баскетболісти НБА. 
Найбільше, 14 разів чемпіонами Європи ставала збірна СРСР, другий показник у збірної Югославії — 8 титулів. Чинний володар титулу — збірна Іспанії.
З 1938 року проводиться аналогічний турнір для жінок.

## Кваліфікація збірних
З чемпіонату Європи 2011 у фінальному турнірі чемпіонату беруть участь 24 європейські команди, до цього в чемпіонаті брали участь 16 збірних. До 2011 існував також Дивізіон В, між елітним дивізіоном та дивізіоном В була система обміну збірних найгірші збірні з А вибували і дивізіон поповнювався найкращими збірним з дивізіону В.

## Формат
Формат чемпіонату змінювався декілька разів. Від простого одноколового турніру, який існував до 1939, до трирівневого турніру, а згодом отримав сучасний вид — дворівневий: кваліфікаційний відбір і власне фінальний турнір.
Фінальний турнір складається з попереднього турніру, на якому двадцять чотири збірні в чотирьох групах по шість збірних виявляють по чотири найкращі, шістнадцять найкращих в свою чергу на другому етапі в плей-оф визначають призерів чемпіонату. 

## Результати
| Рік  | Місце фіналу                                             | Гра за «золото» | Гра за «золото»  | Гра за «золото» | Гра за «бронзу» | Гра за «бронзу» | Гра за «бронзу» |
| Рік  | Місце фіналу                                             | Золото          | Рахунок          | Срібло          | Бронза          | Рахунок         | Четверте місце  |
| ---- | -------------------------------------------------------- | --------------- | ---------------- | --------------- | --------------- | --------------- | --------------- |
| 1935 | Швейцарія (Женева)                                       | Латвія          | 24–18            | Іспанія         | Чехословаччина  | 25–23           | Швейцарія       |
| 1937 | Латвія (Рига)                                            | Литва           | 24–23            | Італія          | Франція         | 27–24           | Польща          |
| 1939 | Литва (Каунас)                                           | Литва           | [ 2 ]            | Латвія          | Польща          | [ 2 ]           | Франція         |
| 1946 | Швейцарія (Женева)                                       | Чехословаччина  | 34–32            | Італія          | Угорщина        | 38–32           | Франція         |
| 1947 | Чехословацька республіка (Прага)                         | СРСР            | 56–37            | Чехословаччина  | Єгипет          | 50–48           | Бельгія         |
| 1949 | Єгипетське королівство (Каїр)                            | Єгипет          | [ 2 ]            | Франція         | Греція          | [ 2 ]           | Туреччина       |
| 1951 | Франція (Париж)                                          | СРСР            | 45–44            | Чехословаччина  | Франція         | 55–52           | Болгарія        |
| 1953 | СРСР (Москва)                                            | СРСР            | [ 2 ]            | Угорщина        | Франція         | [ 2 ]           | Чехословаччина  |
| 1955 | Угорська Народна Республіка (Будапешт)                   | Угорщина        | [ 2 ]            | Чехословаччина  | СРСР            | [ 2 ]           | Болгарія        |
| 1957 | Народна Республіка Болгарія (Софія)                      | СРСР            | [ 2 ]            | Болгарія        | Чехословаччина  | [ 2 ]           | Угорщина        |
| 1959 | Туреччина (Стамбул)                                      | СРСР            | 83–72            | Чехословаччина  | Франція         | 62–60           | Угорщина        |
| 1961 | Федеративна Народна Республіка Югославія (Белград)       | СРСР            | 60–53            | Югославія       | Болгарія        | 55–46           | Франція         |
| 1963 | Польська Народна Республіка (Вроцлав)                    | СРСР            | 60–53            | Польща          | Югославія       | 89–61           | Угорщина        |
| 1965 | СРСР (Москва)                                            | СРСР            | 58–49            | Югославія       | Польща          | 86–70           | Італія          |
| 1967 | Фінляндія (Гельсінкі)                                    | СРСР            | 89–77            | Чехословаччина  | Польща          | 80–76           | Болгарія        |
| 1969 | Італія (Неаполь)                                         | СРСР            | 81–72            | Югославія       | Чехословаччина  | 77–75           | Польща          |
| 1971 | Федеративна Республіка Німеччина (Ессен)                 | СРСР            | 69–64            | Югославія       | Італія          | 85–67           | Польща          |
| 1973 | Іспанія (Барселона)                                      | Югославія       | 78–67            | Іспанія         | СРСР            | 90–58           | Чехословаччина  |
| 1975 | Соціалістична Федеративна Республіка Югославія (Белград) | Югославія       | [ 2 ]            | СРСР            | Італія          | [ 2 ]           | Іспанія         |
| 1977 | Бельгія (Льєж)                                           | Югославія       | 74–61            | СРСР            | Чехословаччина  | 91–81           | Італія          |
| 1979 | Італія (Турин)                                           | СРСР            | 98–76            | Ізраїль         | Югославія       | 99–92           | Чехословаччина  |
| 1981 | Чехословацька Соціалістична Республіка (Прага)           | СРСР            | 84–76            | Югославія       | Чехословаччина  | 101–90          | Іспанія         |
| 1983 | Франція (Нант)                                           | Італія          | 105–96           | Іспанія         | СРСР            | 105–70          | Нідерланди      |
| 1985 | Федеративна Республіка Німеччина (Штутгарт)              | СРСР            | 120–89           | Чехословаччина  | Італія          | 102–90          | Іспанія         |
| 1987 | Греція (Афіни)                                           | Греція          | 103–101 овертайм | СРСР            | Югославія       | 98–87           | Іспанія         |
| 1989 | Соціалістична Федеративна Республіка Югославія (Загреб)  | Югославія       | 98–77            | Греція          | СРСР            | 104–76          | Італія          |
| 1991 | Італія (Рим)                                             | Югославія       | 88–73            | Італія          | Іспанія         | 101–83          | Франція         |
| 1993 | Німеччина (Мюнхен)                                       | Німеччина       | 71–70            | Росія           | Хорватія        | 99–59           | Греція          |
| 1995 | Греція (Афіни)                                           | Югославія       | 96–90            | Литва           | Хорватія        | 73–68           | Греція          |
| 1997 | Іспанія (Барселона)                                      | Югославія       | 61–49            | Італія          | Росія           | 97–77           | Греція          |
| 1999 | Франція (Париж)                                          | Італія          | 64–56            | Іспанія         | Югославія       | 74–62           | Франція         |
| 2001 | Туреччина (Стамбул)                                      | Югославія       | 78–69            | Туреччина       | Іспанія         | 99–90           | Німеччина       |
| 2003 | Швеція (Стокгольм)                                       | Литва           | 93–84            | Іспанія         | Італія          | 69–67           | Франція         |
| 2005 | Сербія і Чорногорія (Белград)                            | Греція          | 78–62            | Німеччина       | Франція         | 98–68           | Іспанія         |
| 2007 | Іспанія (Мадрид)                                         | Росія           | 60–59            | Іспанія         | Литва           | 78–69           | Греція          |
| 2009 | Польща (Катовиці)                                        | Іспанія         | 85–63            | Сербія          | Греція          | 57–56           | Словенія        |
| 2011 | Литва (Каунас)                                           | Іспанія         | 98–85            | Франція         | Росія           | 72–68           | Македонія       |
| 2013 | Словенія (Любляна)                                       | Франція         | 80–66            | Литва           | Іспанія         | 92–66           | Хорватія        |
| 2015 | Хорватія Франція Німеччина Латвія                        | Іспанія         | 80–63            | Литва           | Франція         | 81–68           | Сербія          |
| 2017 | Фінляндія Ізраїль Румунія Туреччина                      | Словенія        | 93–85            | Сербія          | Іспанія         | 93–85           | Росія           |
| 2022 | Чехія Грузія Німеччина Італія                            | Іспанія         | 88–76            | Франція         | Німеччина       | 82–69           | Польща          |
| 2025 | Латвія Кіпр Фінляндія Польща                             |                 |                  |                 |                 |                 |                 |

## Медальний залік

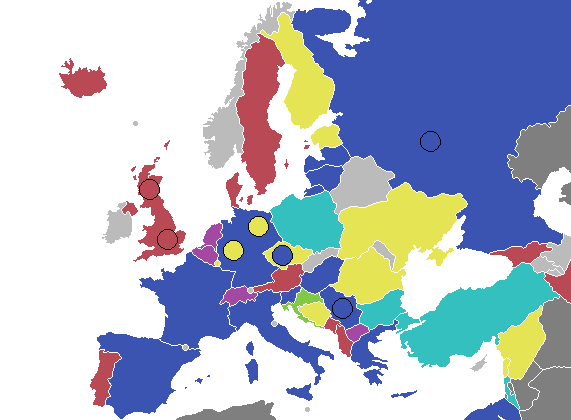
Мапа найкращих збірних на Євробаскеті.

У таблиці нижче наведено список національних команд відповідно до таблиці, опублікованої FIBA.
| Місце | Країна                           | Золото | Срібло | Бронза | Загалом |
| ----- | -------------------------------- | ------ | ------ | ------ | ------- |
| 1     | СРСР                             | 14     | 3      | 4      | 21      |
| 2     | Югославія / Сербія та Чорногорія | 8      | 5      | 4      | 17      |
| 3     | Іспанія                          | 4      | 6      | 4      | 14      |
| 4     | Литва                            | 3      | 3      | 1      | 7       |
| 5     | Італія                           | 2      | 4      | 4      | 10      |
| 6     | Греція                           | 2      | 1      | 2      | 5       |
| 7     | Чехословаччина                   | 1      | 6      | 5      | 12      |
| 8     | Франція                          | 1      | 3      | 6      | 10      |
| 9     | Росія                            | 1      | 1      | 2      | 4       |
| 10    | Німеччина                        | 1      | 1      | 1      | 3       |
| 10    | Угорщина                         | 1      | 1      | 1      | 3       |
| 12    | Латвія                           | 1      | 1      | 0      | 2       |
| 13    | Єгипет                           | 1      | 0      | 1      | 2       |
| 14    | Словенія                         | 1      | 0      | 0      | 1       |
| 15    | Сербія                           | 0      | 2      | 0      | 2       |
| 16    | Польща                           | 0      | 1      | 3      | 4       |
| 17    | Болгарія                         | 0      | 1      | 1      | 2       |
| 18    | Ізраїль                          | 0      | 1      | 0      | 1       |
| 18    | Туреччина                        | 0      | 1      | 0      | 1       |
| 20    | Хорватія                         | 0      | 0      | 2      | 2       |
| Разом | Разом                            | 41     | 41     | 41     | 123     |

- СРСР (виступав до 1992), Чехословаччина (виступала до 1992) і Югославія (виступала до 2006) наразі збірні не існують. Жодна команда не стала правонаступником цих трьох представників.